# قلعه نیکشهر
قلعه نیکشهر مربوط به دوره اشکانیان تا اواخر دوره قاجار است و در نیک شهر، قلعه تاریخی «گه» یکی از آثار تاریخی و باستانی شهرستان نیکشهر است.
قلعه گه در بخش غربی مرکز شهر نیکشهر و در حاشیه رودخانه «گنگ» در فاصله یک کیلومتری از خیابان اصلی شهر (خیابان امام خمینی ره) و شرق محور ترانزیتی چابهار – میلک واقع شده است. پایه زیرین این قلعه از سنگهای رودخانه‌ای ساخته شده تا از نفوذ آب به سمت بالا جلوگیری کند.
زیربنای این قلعه را۳۰۵ متر مربع می‌باشد. قلعه گه شامل مسجد، حاکمنشین، آشپزخانه، حمام و دستشویی است و مردم محله «کلیرکان» حتی نماز جماعت خود را در مسجد اقامه میکردندقلعه نیکشهر را یکی از نقاط استراتژیک از لحاظ سیاسی و اقتصادی دوره‌های اخیر بلوچستان دانست. این قلعه مرکز فرماندهی خوانین «شیرانی و مکران» بوده که نشانگر اهمیت آن در زمانهای دور بوده است..
در سال ۱۳۰۷ شمسی این قلعه توسط قوای دولتی تخریب شده و در حال حاضر به جز پی آن اثری باقی نمانده است؛ و این اثر در تاریخ ۱۲ بهمن ۱۳۸۱ با شمارهٔ ثبت ۷۲۶۱ به‌عنوان یکی از آثار ملی ایران به ثبت رسیده است.